# Kuwait Ice Hockey Association
Kuwait Ice Hockey Association ordnar med organiserad ishockey i Kuwait. Kuwait inträdde i IIHF 1985, men stängdes av den 6 maj 1992 på grund av brist på ishockeyaktivitet i Kuwait. Kuwait återinträdde i IIHF den 8 maj 2009.

### Fotnoter
1. ↑  ”Kuwait”. International Ice Hockey Federation. http://www.iihf.com/iihf-home/countries/kuwait.html. Läst 9 april 2012.
2. ↑  Szemberg, Szymon; Podnieks, Andrew (2008). ”Story #42;Breakup of old Europe creates a new hockey world”. International Ice Hockey Federation. Arkiverad från originalet den 15 juni 2009. https://web.archive.org/web/20090615155631/http://www.iihf.com/iihf-home/the-iihf/100-year-anniversary/100-top-stories/story-42.html. Läst 9 juni 2009.
3. ↑  ”Welcome, Georgia & Kuwait”. International Ice Hockey Federation. 13 maj 2009. Arkiverad från originalet den 28 december 2010. https://web.archive.org/web/20101228102759/http://www.iihf.com/home-of-hockey/news/news-singleview/article/welcome-georgia-kuwait.html?tx_ttnews%5BbackPid%5D=2912&cHash=397959c9ce. Läst 9 juni 2009.